# アルスター博物館

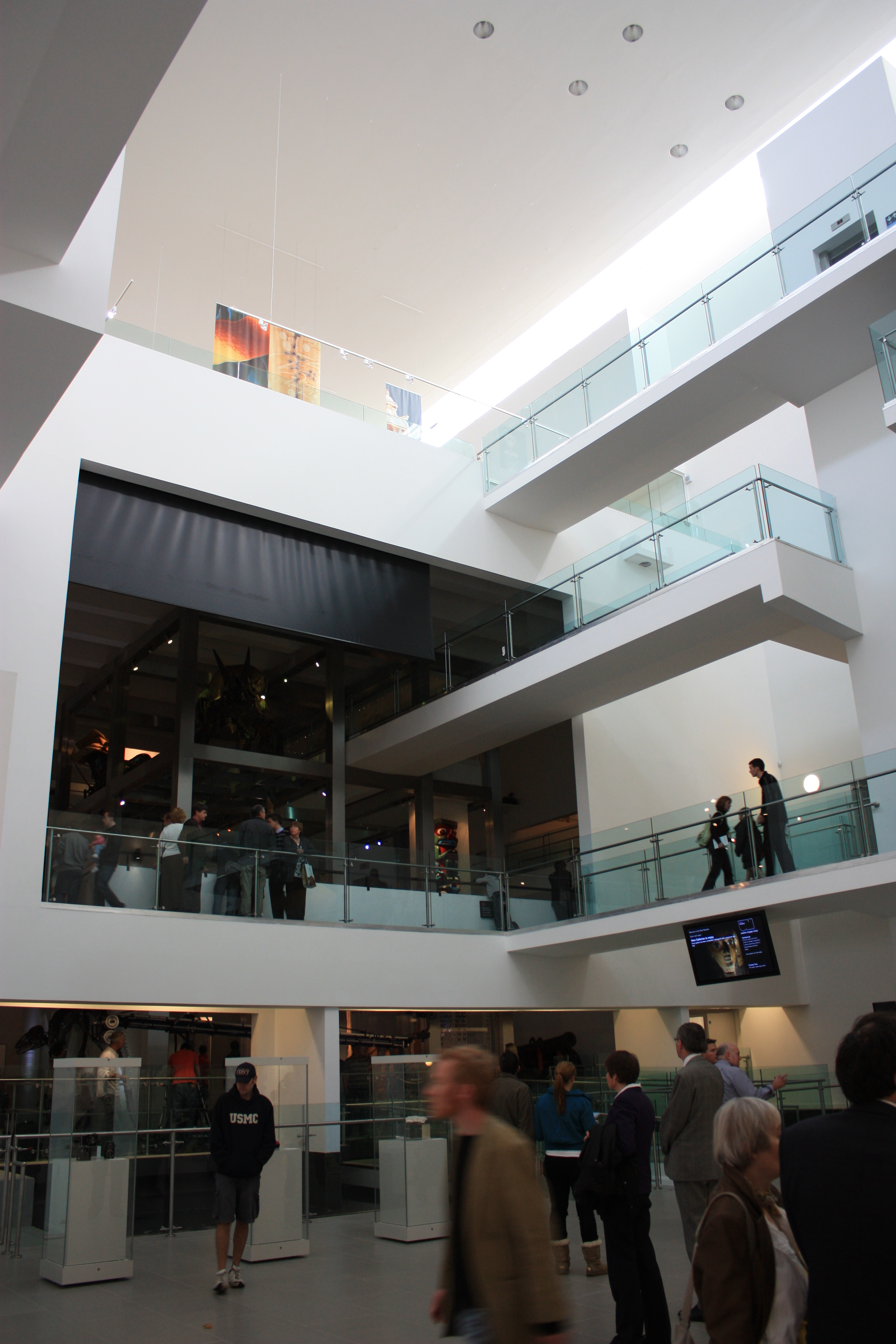
2009年10月に改装された主展示室。

アルスター博物館（アルスターはくぶつかん、英: Ulster Museum）は、ベルファスト植物園の敷地にあるイギリスの国立の博物館施設である。展示室の床面積はおよそ8,000平方メートル (86,000 sq ft)で、美術と応用美術から考古学、民族誌、スペイン艦隊の優れた収集品や郷土史、貨幣学や産業考古学、植物学や動物学、地質学の収蔵資料を特集展示する。北アイルランド最大の博物館として北アイルランド美術館博物館機構に加盟する。

## 沿革

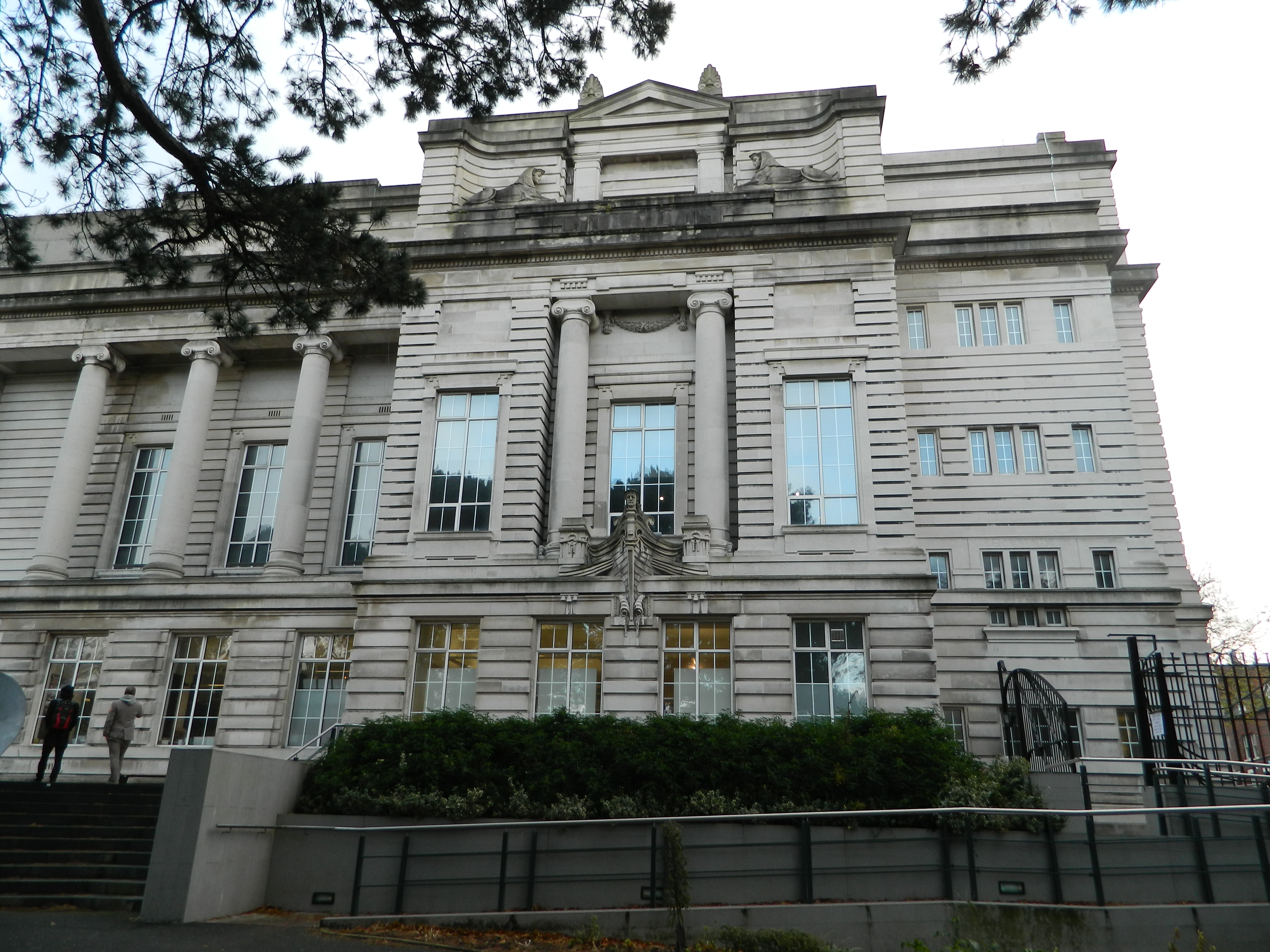
旧館（部分、設計ジェームズ・カミング・ウィン）

当博物館は1821年の設立当時はベルファスト自然史協会と称して1833年に旧所在地で展示を始め、美術展示室は1890年に開設。本来はベルファスト市立美術博物館と呼ばれた。現在の所在地ストランミリスには1929年に移転、建物はジェームズ・カミング・ウィンの設計である。
1962年には「1961年博物館法（北アイルランド）」にしたがい国営施設としての認証を受けるとアルスター博物館と改称し正式に改編される。1964年に建築コンペを開き、優勝したフランシス・ピム（マクローリン&ハーベイが別館の主要な拡張部分を建設、ピムの唯一の完成した作品となる。1972年にピム館が開館すると複数の建築雑誌に載り、デイビッド・エバンスには「巨大な立方体が荒々しく突出し、まるで恐竜のマストドンのように植物園の針葉樹を睥睨（へいげい）するカンチレバー」と賞賛されると、北アイルランドを代表するブルータリズムの最も重要な例と見なされた。
当館は1940年代以降のアイルランド、特にアルスターを拠点とする芸術家による優れた現代アートを収集してきた。
1998年、アルスター博物館はアルスター運輸民俗博物館（Ulster Folk and Transport Museum）およびアルスター・アメリカ民俗文化園（Ulster American Folk Park）を併合すると、国立北アイルランド美術博物館に組織変更した。

2005年7月、全国宝くじ遺産基金と芸術文化余暇部（DCAL、通常は「ディーカル」と発音）の助成金を受けた当館は、1700万ポンドの改修計画を発表すると、工事にかかる2006年10月から2009年まで一時閉館した。改修前の内装を建築史の視点から記録した図版は、P・ラーマー著書（1987年）の183番と237番に残る。この工事は建築界の重鎮とされる人々および20世紀協会から批判を浴び、特に増設部分の建築様式をブルータリズムに変えた点、ピム館の展示室の導線がかつてはらせん状のであったものを分断した点が不評であった。

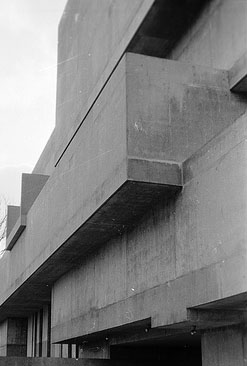
ブルータリズム様式の新館北面のファサード（設計フランシス・ピム）

開館から80年後の2009年10月に新装開館すると、1か月以内に来館者は10万人超を記録した。また月曜休館を導入したと世間やマスコミから批判を受けているものの、DCALに諮（はか）り全日開館とするかどうか検討した。

## 収蔵品

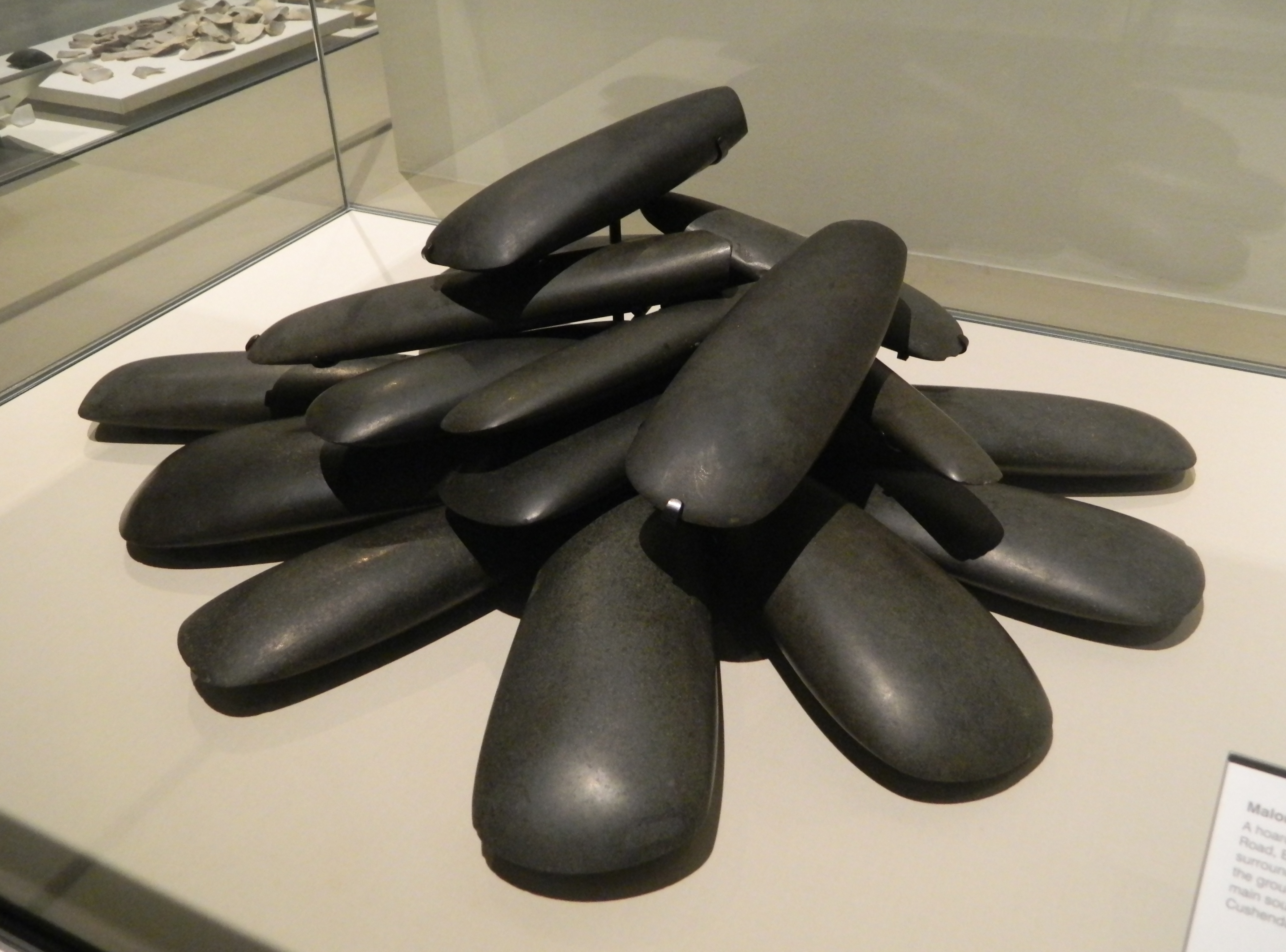
新石器時代の磨製石斧19点。マローン貯蔵庫

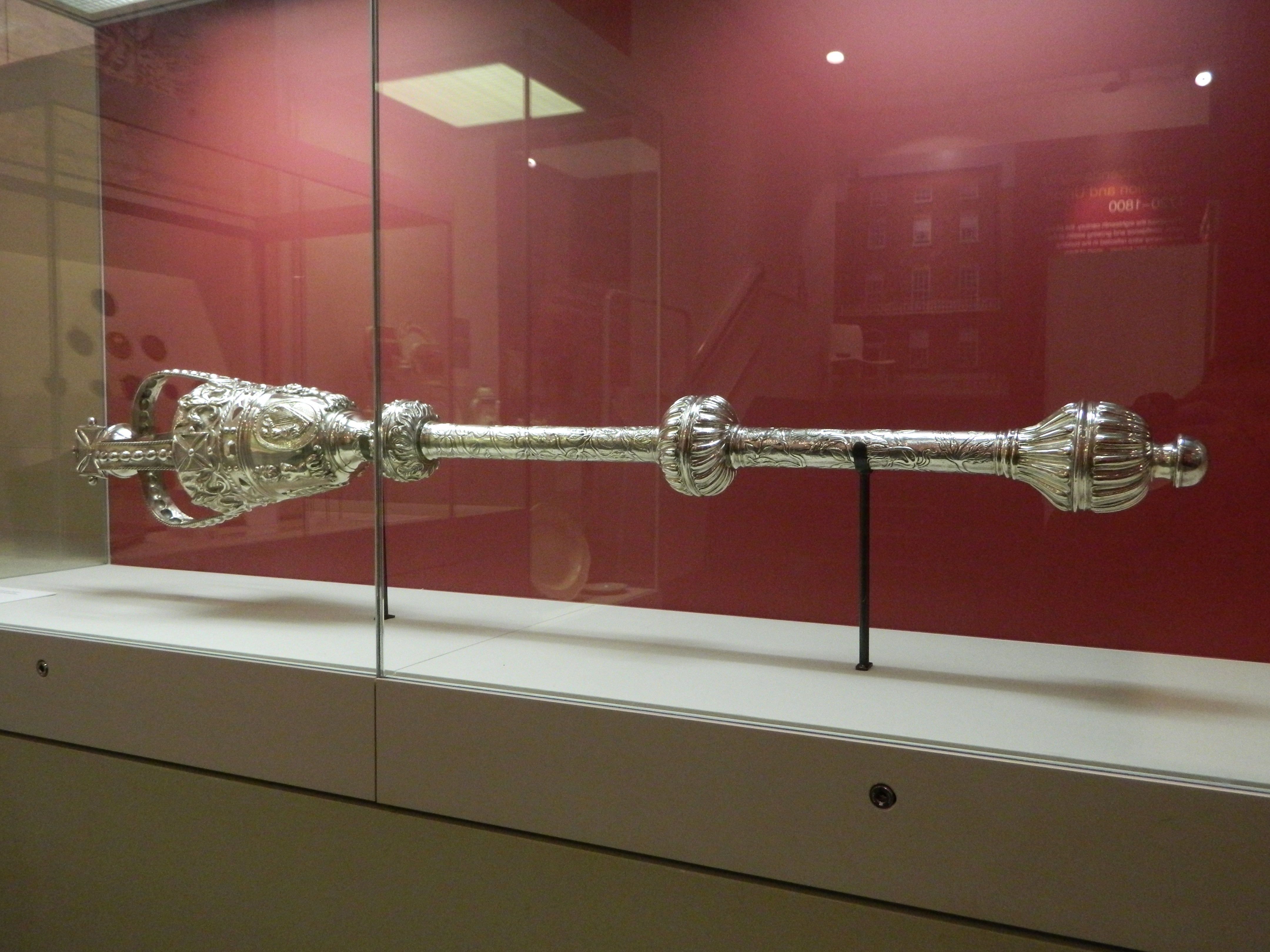
キャバンのメイス（王笏、1724年）

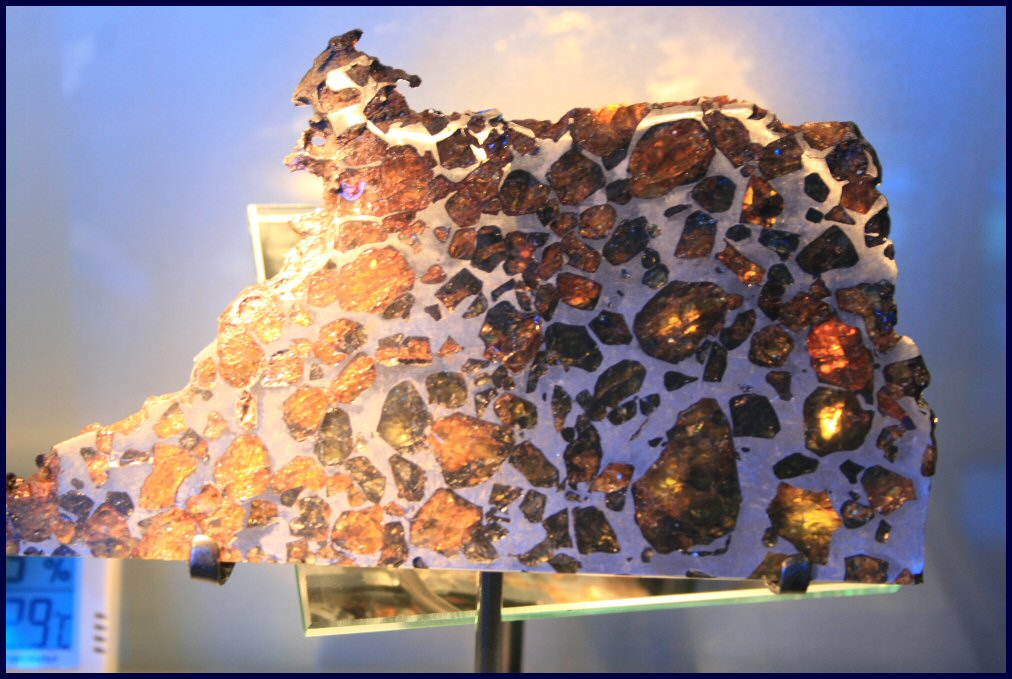
ソビエト連邦（当時）マガダン州の地名から「Seymchan」（セイムチャン）と呼ばれる隕石。希少なパラサイトにカンラン石の結晶が貫入している。

当館の収蔵品には北アイルランドの歴史を初期からごく最近まで示す資料、美術品は主に現代または民族美術に属するもの、またファッションとテキスタイルは歴史資料および現代の品があり、展示も催す。
また科学分野の収蔵品にはアイルランドの鳥類、アイルランドの哺乳類、昆虫、軟体動物、海洋無脊椎動物、顕花植物、藻類、地衣類の重要な資料のほか、アイルランド島の自然誌に関連する本や原稿を収集する。また「ハビタス」と名付けたウェブサイトで自然誌を紹介する。1980年代後半から1990年代初頭にかけて恐竜をテーマにした常設展示を行っており、現在は大幅に規模を縮小した。岩石、鉱物、化石も収蔵する。

### 考古学資料
北アイルランドの貴重な発掘品は初期には大英博物館に、後にダブリンに送られ、ブロイター資料（現アイルランド国立博物館収蔵）も同様である。当館には新石器時代の磨製石斧19点（マローン資料）、中石器時代の石器（モスサイド資料）、青銅器時代の金の貴重な宝飾品（ダウンパトリック資料）、またコールレーン資料の古代ローマ後期の一部、バイキング関連のShanmullagh資料（現・アーマー県バリークラン Ballycullen）のほか、アーマー城資料とストリート資料に中世の硬貨がある。
青銅器時代の金製の装身具は注目に値し、全部で100点余りが伝世する金製三日月型首飾りのうちの4点がある。また初期ケルト美術の優品、重要な収蔵品としてシャノン川で見つかった装飾のある青銅の盾や、「バン・ディスク」と呼ばれ三脚巴の装飾のある青銅器も貴重である。

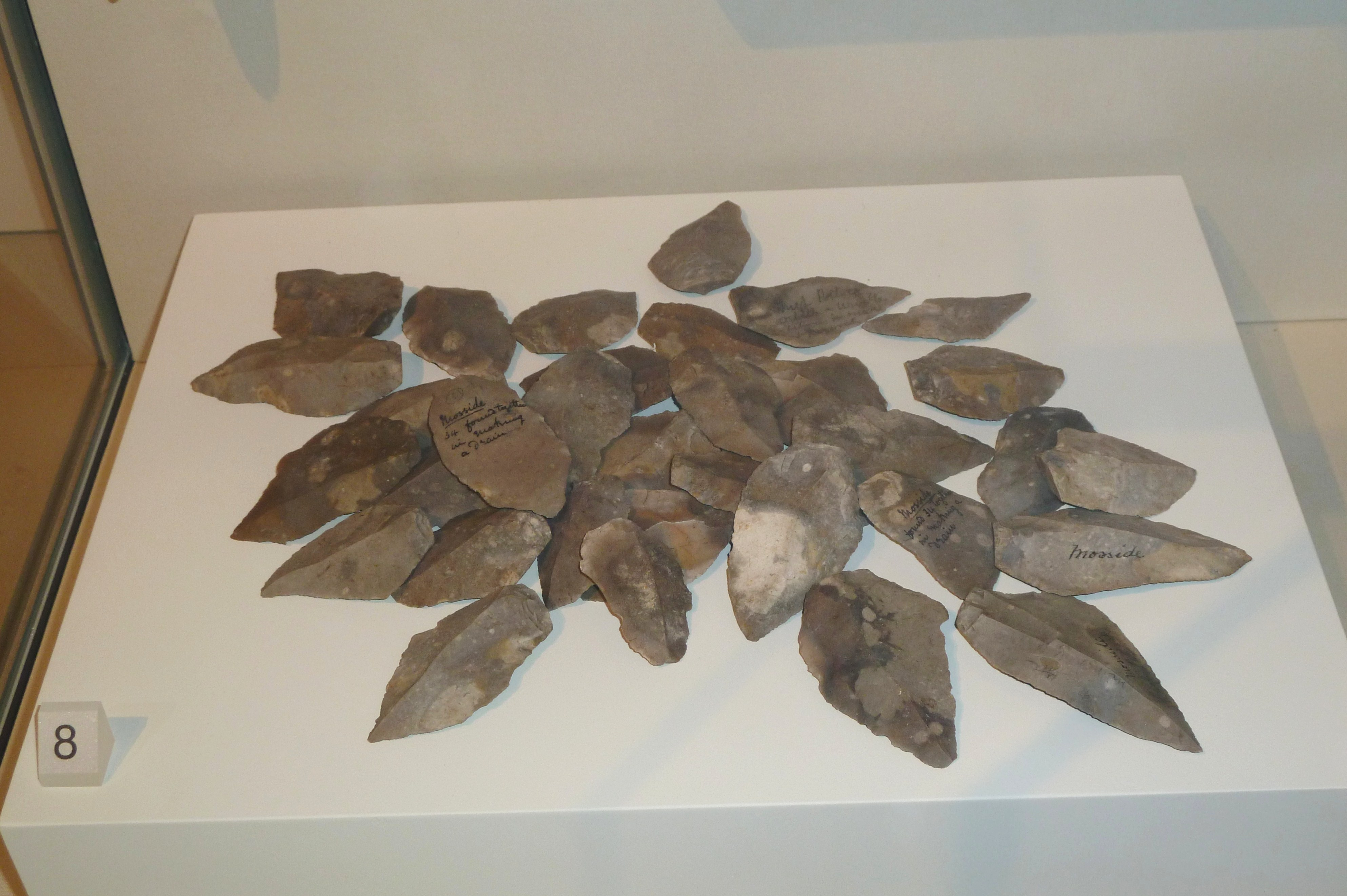
中石器時代の石器類（モスサイド資料）
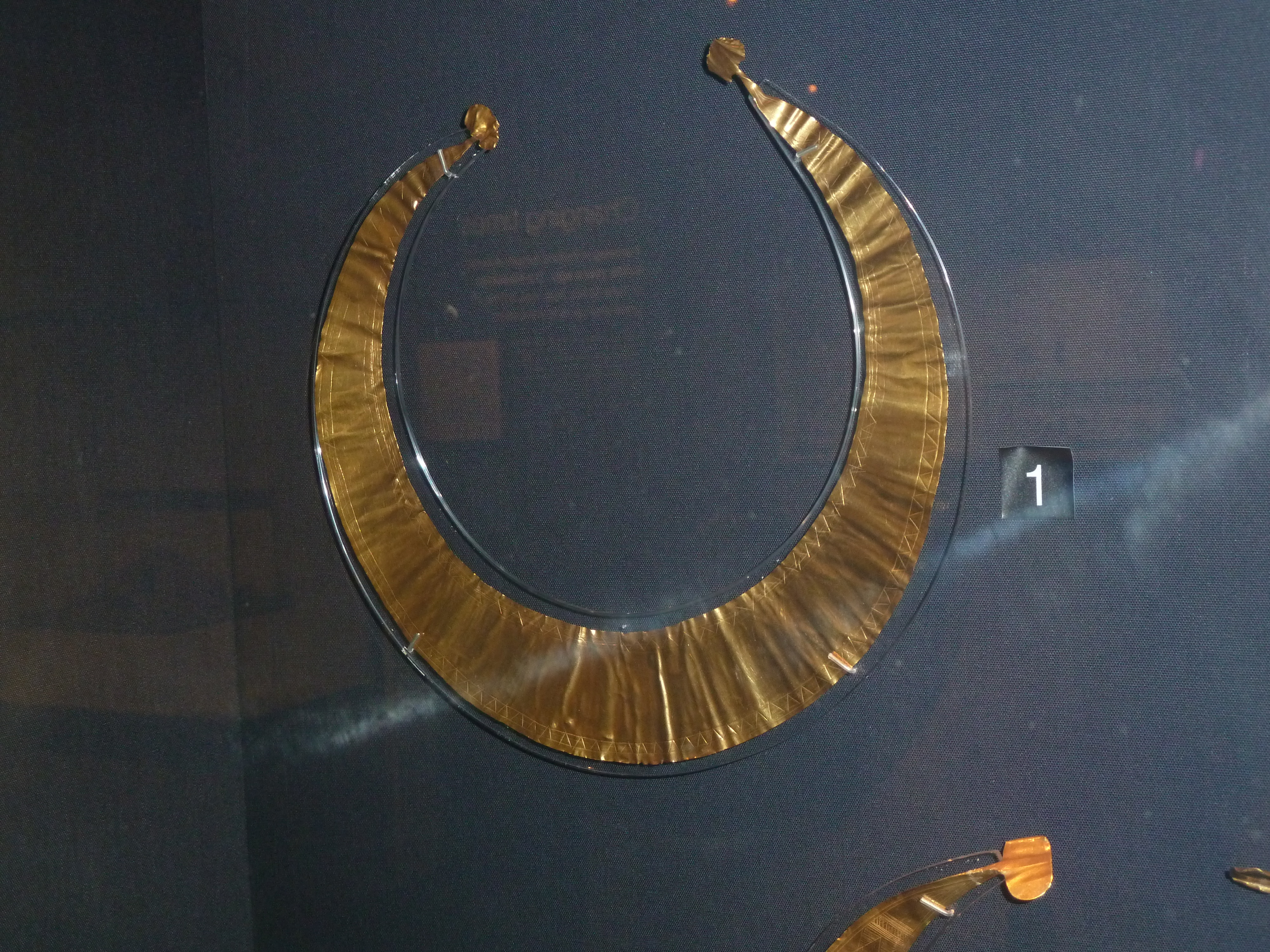
バリーベイの金製の三日月型首飾り
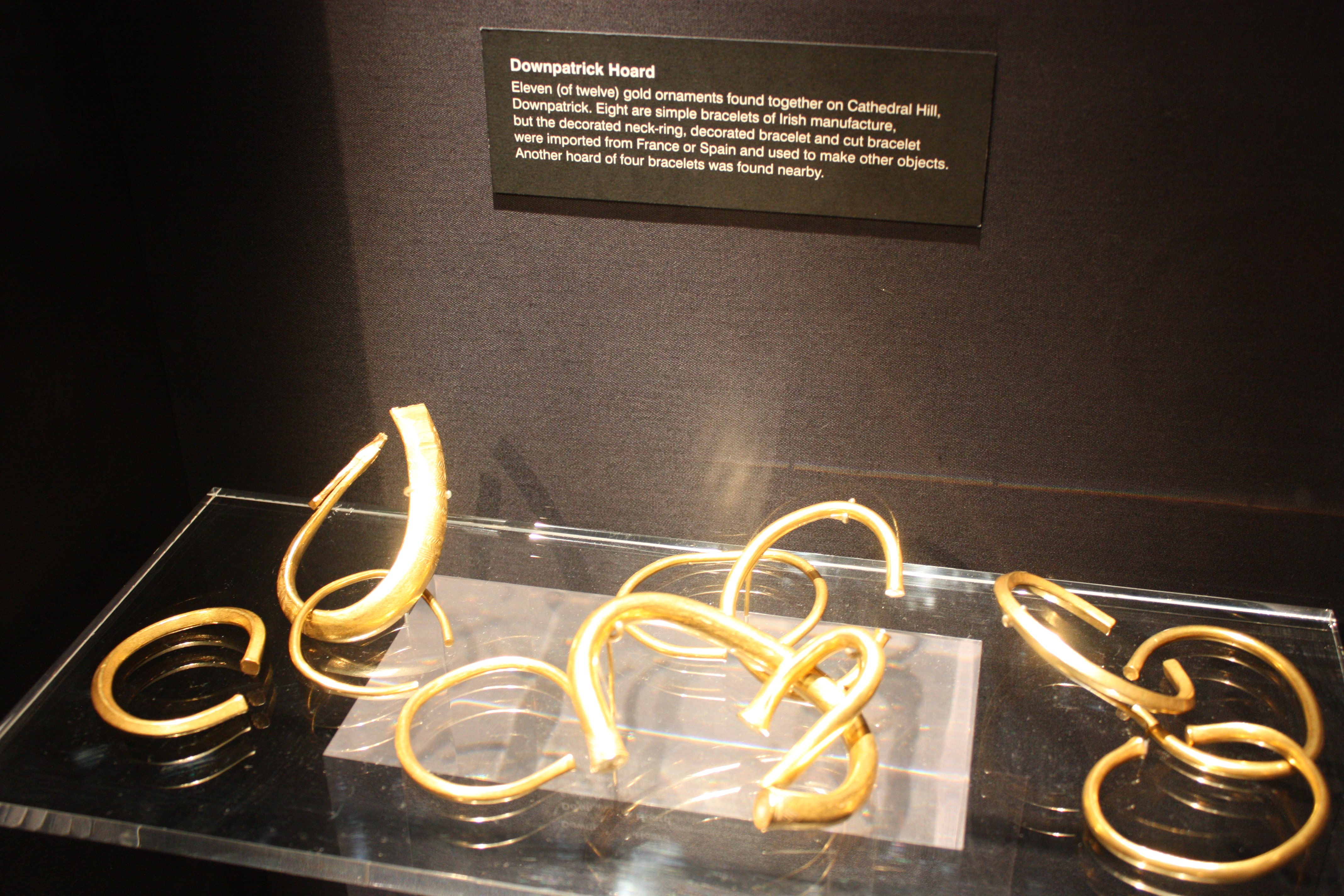
青銅器時代の金の装身具（ダウンパトリック資料）
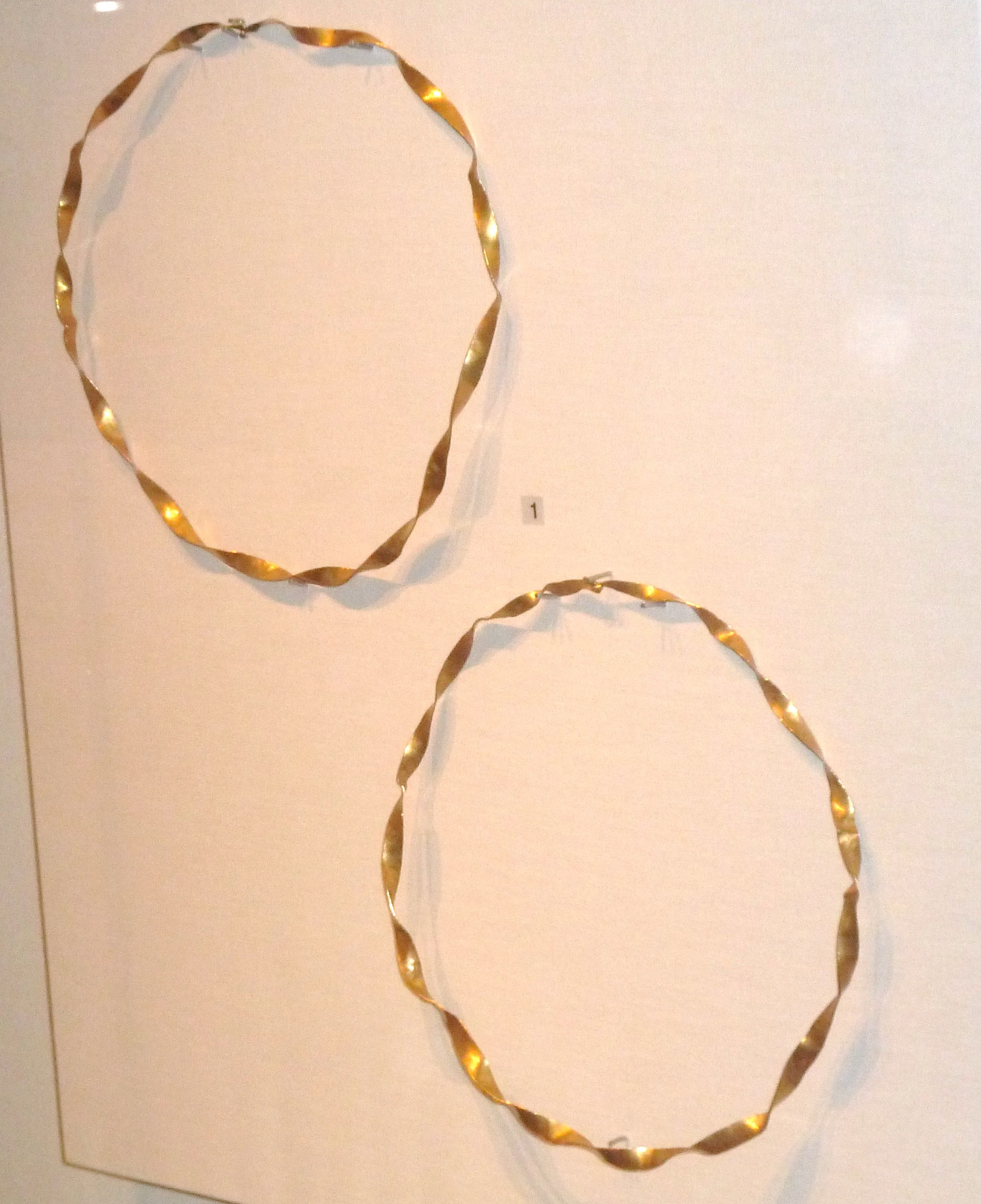
金の薄い板をねじった青銅器時代の装身具（ロンドンデリー県Ballyrashane近郊出土）
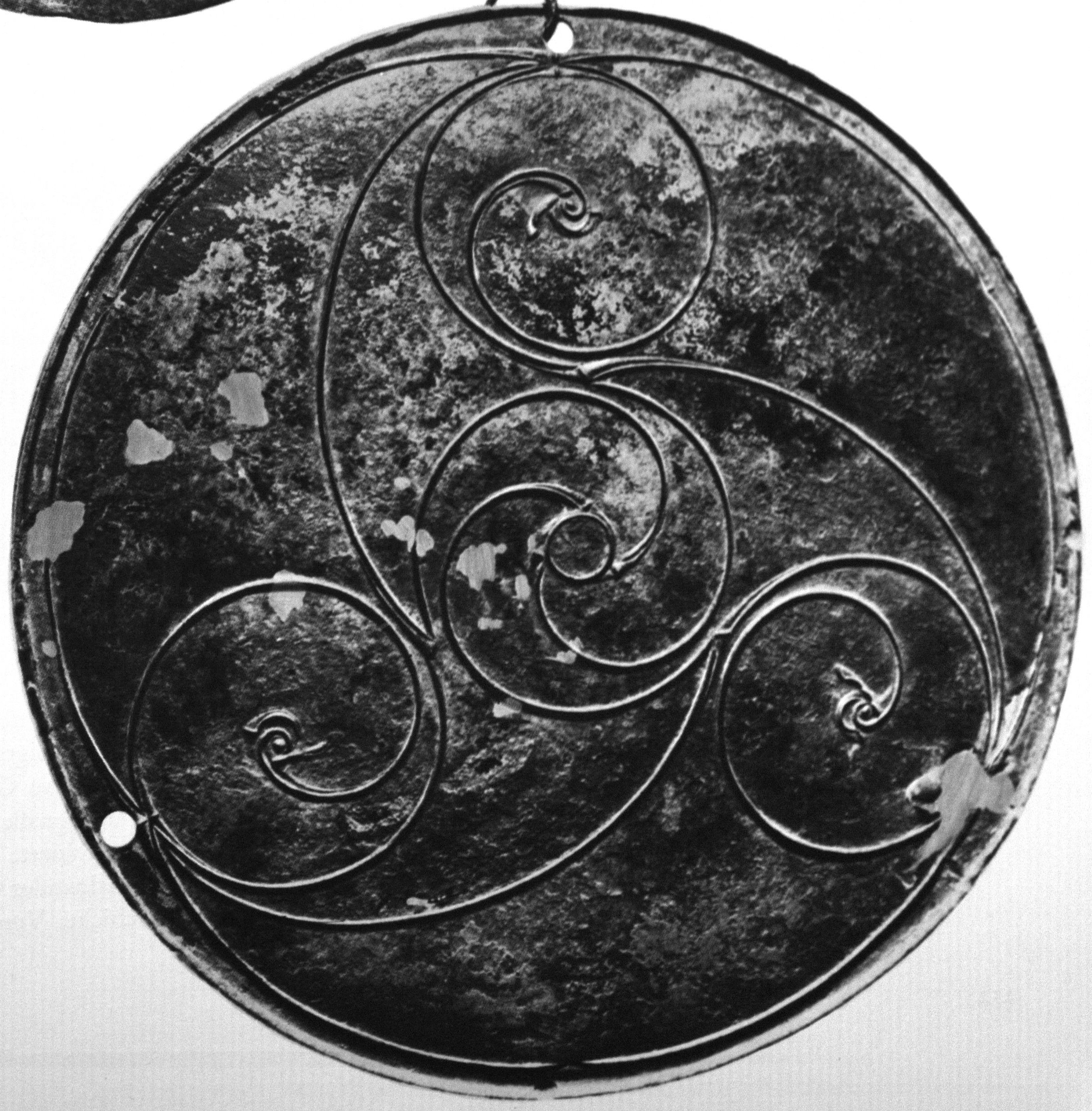
青銅製のバン・ディスク。三脚巴の装飾がある。
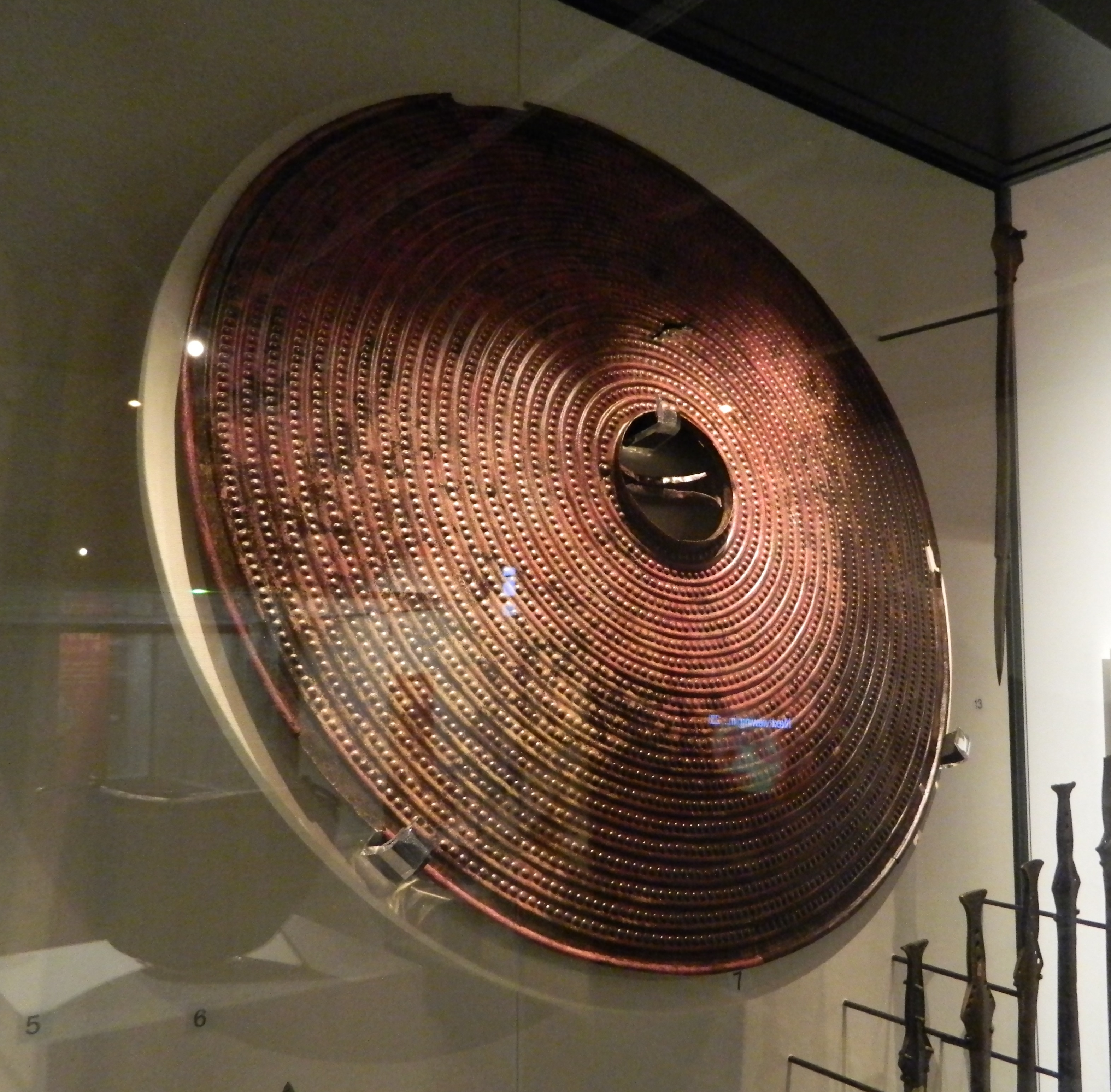
青銅製でイェットホルム型の盾（英語）。ロスコモン県バリーベグのシャノン川で出土。

### ジローナ号
1588年にガレアス船ジローナ号はアルマダの海戦の遺物を積んでアイルランド沖で沈没し、博物館は1971年にそれら資料を取得した。

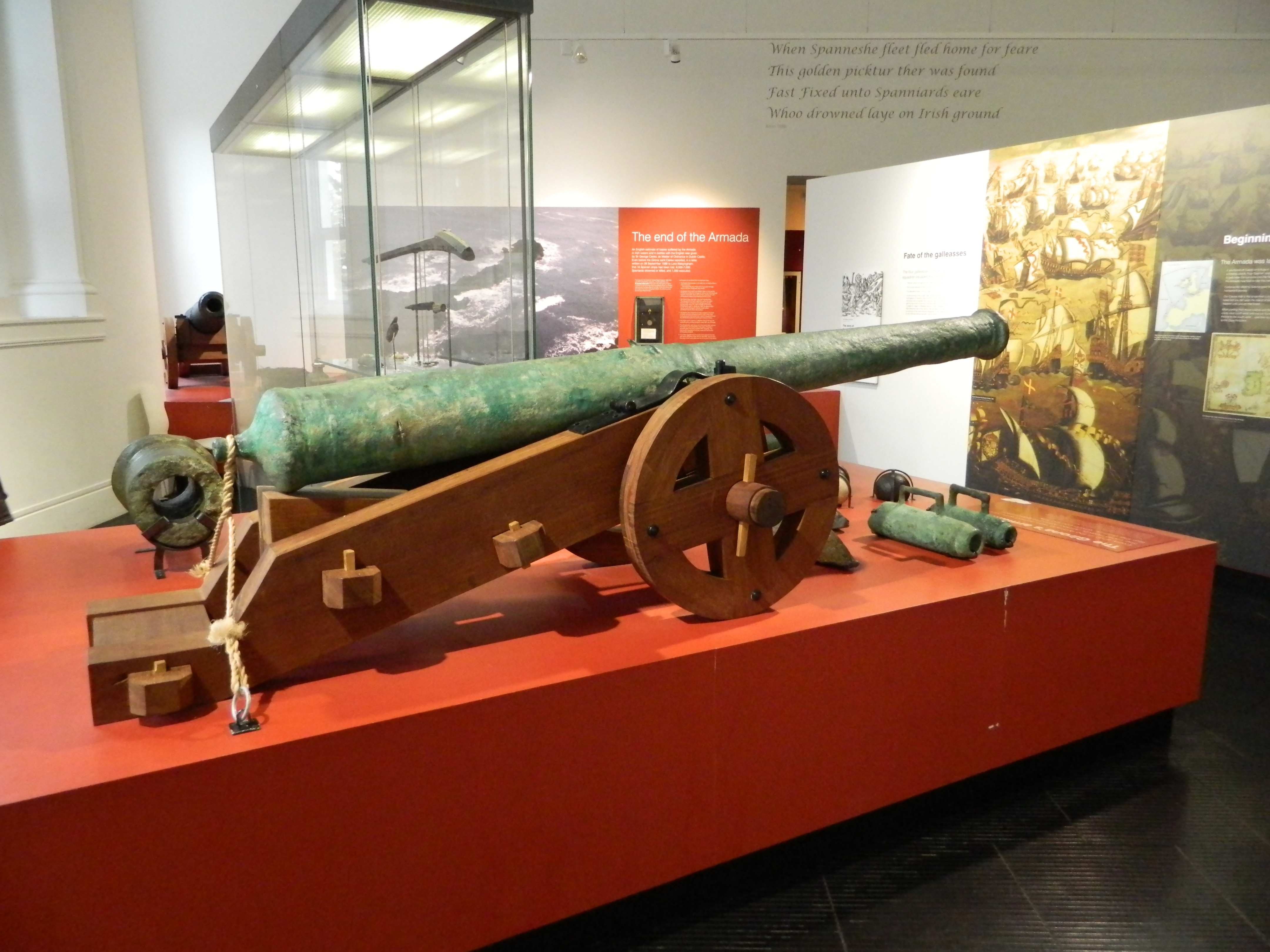
ガレアス船ジローナ号の大砲
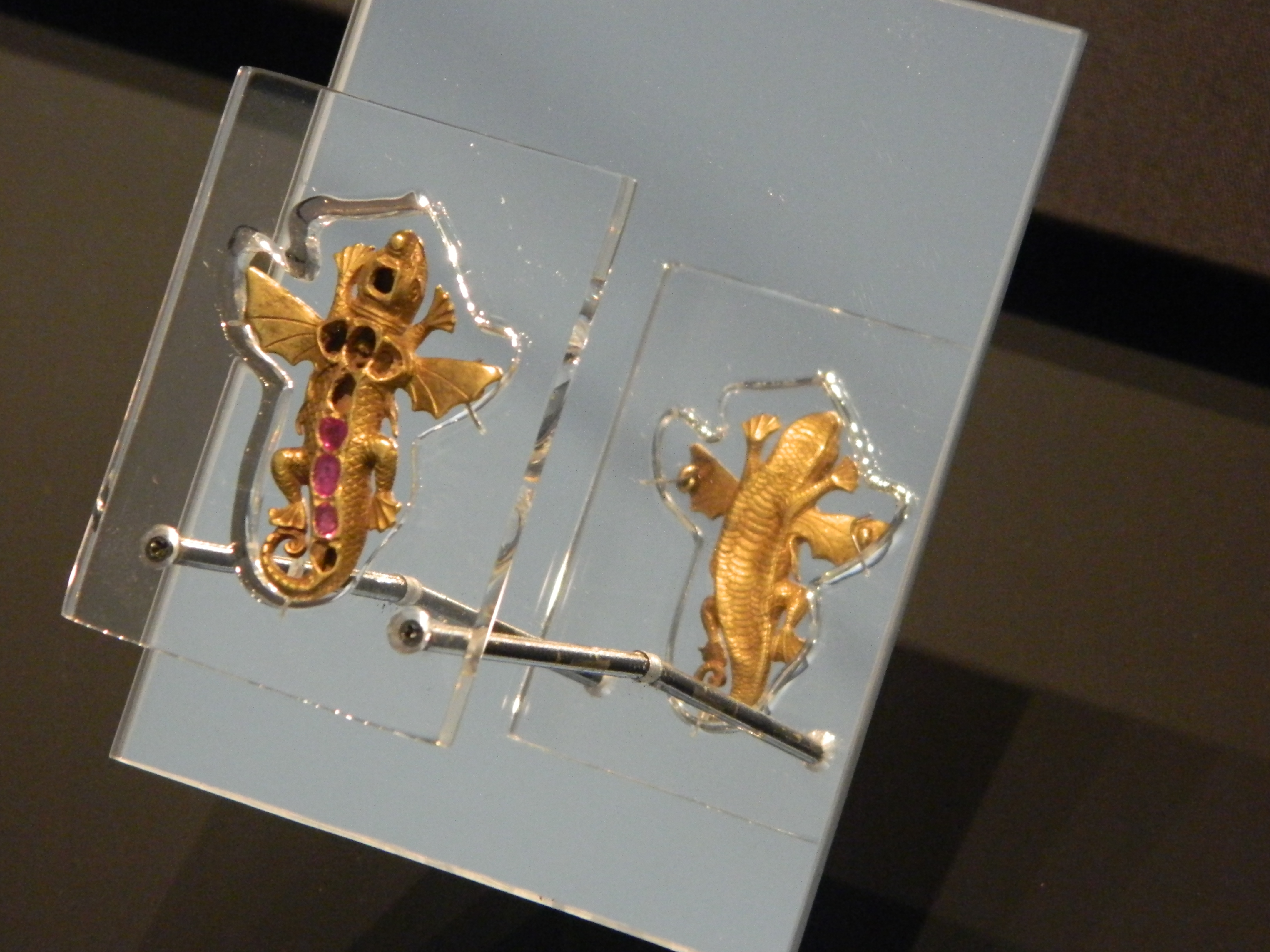
トカゲのペンダント
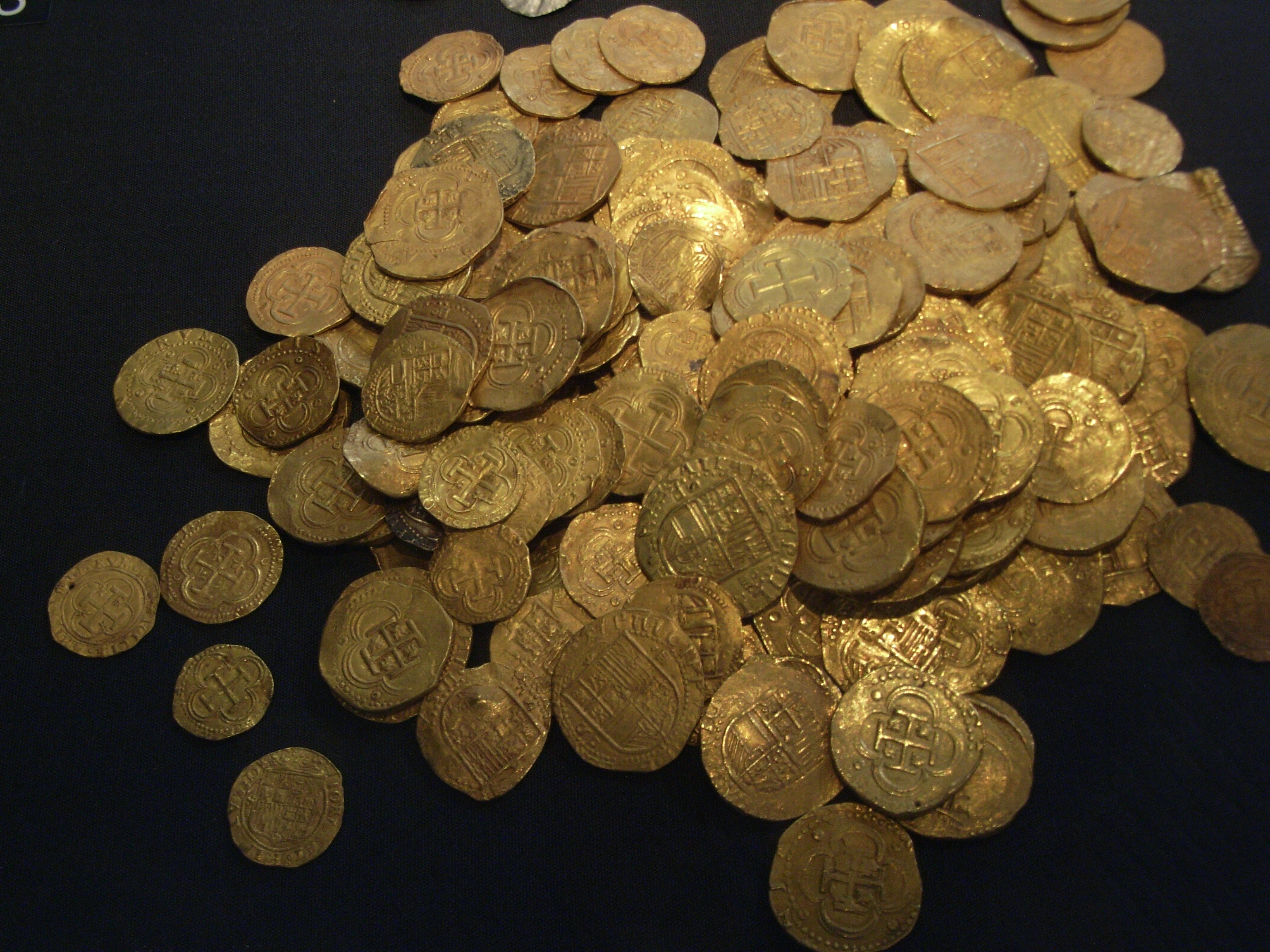
沈船から回収された硬貨

### 動物学の資料

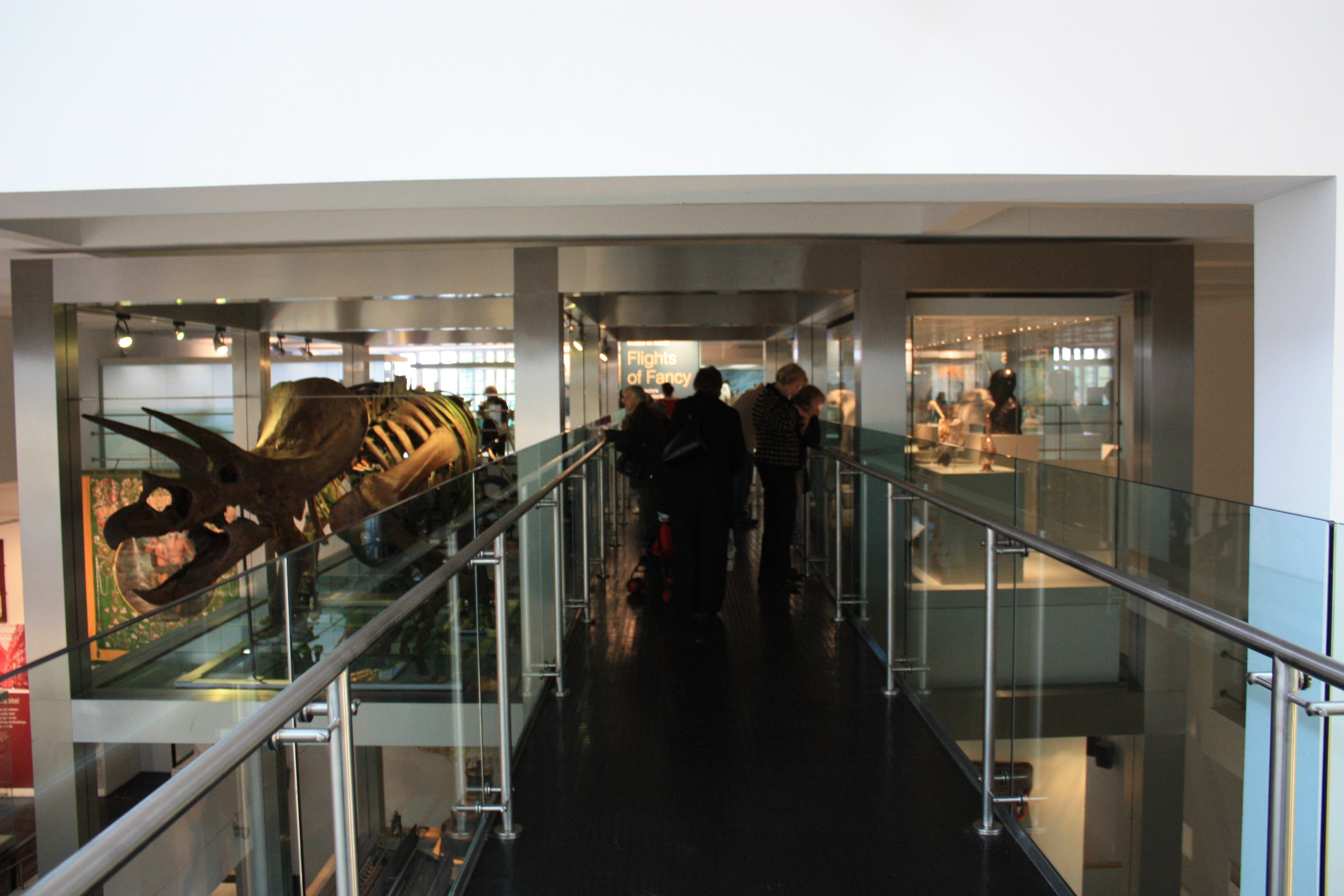
トリケラトプスの展示。新装開館の2009年10月22日。

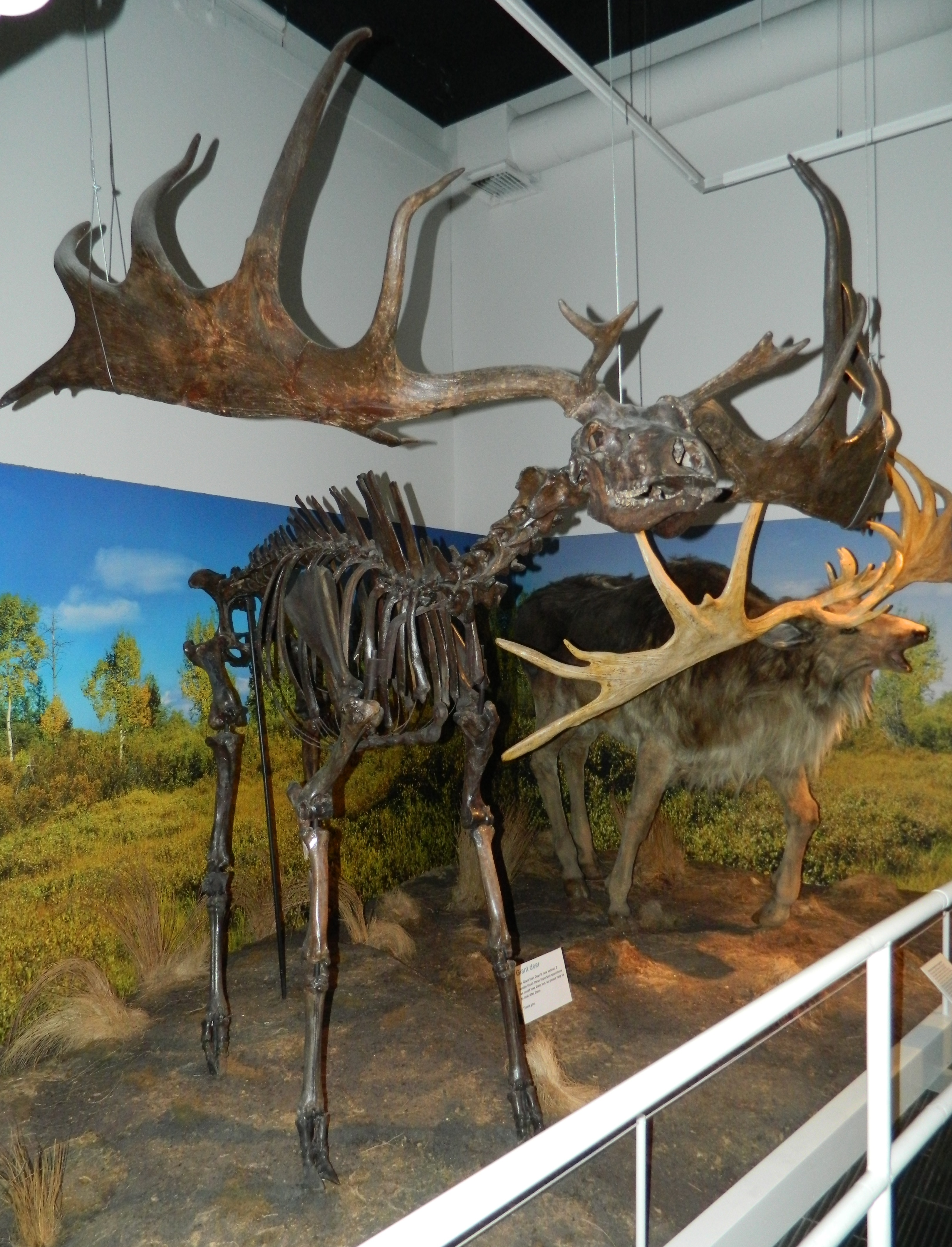
ギガンテウスオオツノジカの骨格標本

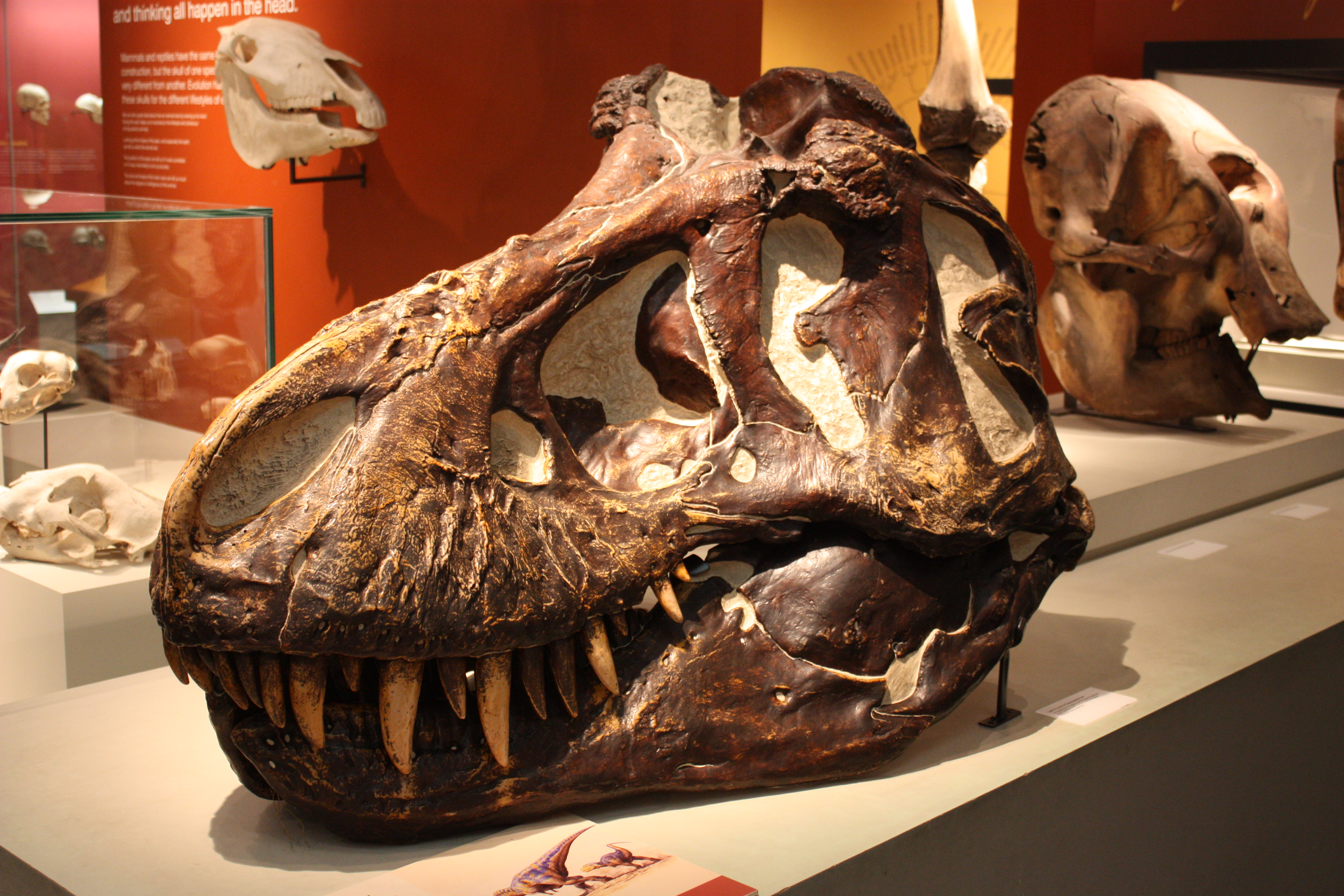
ティラノサウルスの頭骨

#### 歴史時代
収集家（原語表記と所在）、標本名。時代。特記事項。
- ジョセフ・ウィテカー（Joseph Whitaker）製作、シチリア島の鳥の剥製（はくせい）。20世紀初頭。
- ウィリアム・トンプソン（William Thompson）、鳥類、藻類。19世紀半ば。『Natural History of Ireland』[17][18]（仮題：アイルランドの自然史、軟体動物。）
- ロバート・テンプルトン（Robert Templeton、ベルファストおよびコロンボ）、セイロン（現・スリランカ）の昆虫。19世紀半ば。
- ジョージ・クロフォード・ハインドマン（George Crawford Hyndman）、軟体動物とインドの鳥。
- ウィリアム・モナド・クロフォード（William Monad Crawford）、ビルマの蝶。20世紀初頭。
- ウィリアム・フレデリック・ジョンソン司祭（Canon William Frederick Johnson）、甲虫類。20世紀初頭。
- チャールズ・ランガム（Charles Langham）、アイルランドの昆虫、ヨーロッパの蝶。20世紀初頭。
- H・M・ピーブルズ（H.M Peebles） ヒマラヤスノーバタフライ（ウスバアゲハ科Parnassiinae）
- ロバート・ウェルチ（Robert Welch）、軟体動物。20世紀初頭。
- ハーバート・T・マルコムソン（Herbert T. Malcolmson）、鳥の剥製（アイルランド）。20世紀初頭。ジェームズ・シールズ（James Sheals）製。
- トマス・ワークマン（Thomas Workman）、鱗翅目。19世紀後半。

#### 現代の収蔵品
収集家（原語表記と生年）、標本名。時代。特記事項。
- ポール・ウィルコックス（Paul Wilcox 1943年–）、マレー半島の蝶。
- ポール・スマート（Paul Smart 1941年–）、熱帯の蝶。
- レイモンド・ヘインズ（Raymond Haynes）、アイルランドの蝶と蛾。
- ジェームズ・P・ブロック（James P. Brock）、ヒメバチ科。
- 貝類のコレクション、ウミウシや海綿動物。
- J・R・ストフェル（J.R.Stofell）、ミイロタテハ属の蝶のタイプ標本。

#### 特筆するべき標本
種名。収集家（所在）、特記事項。

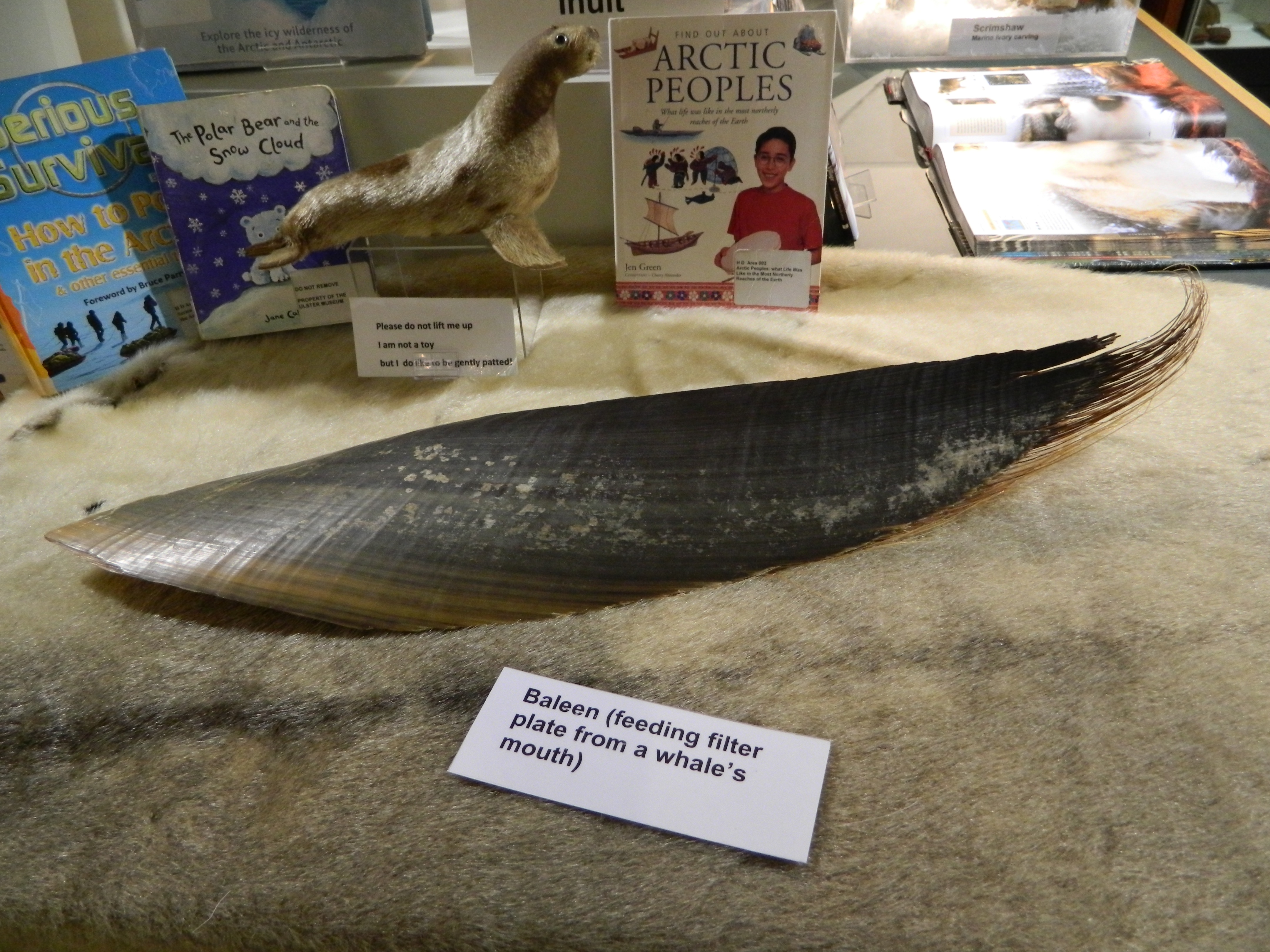
鯨ひげ
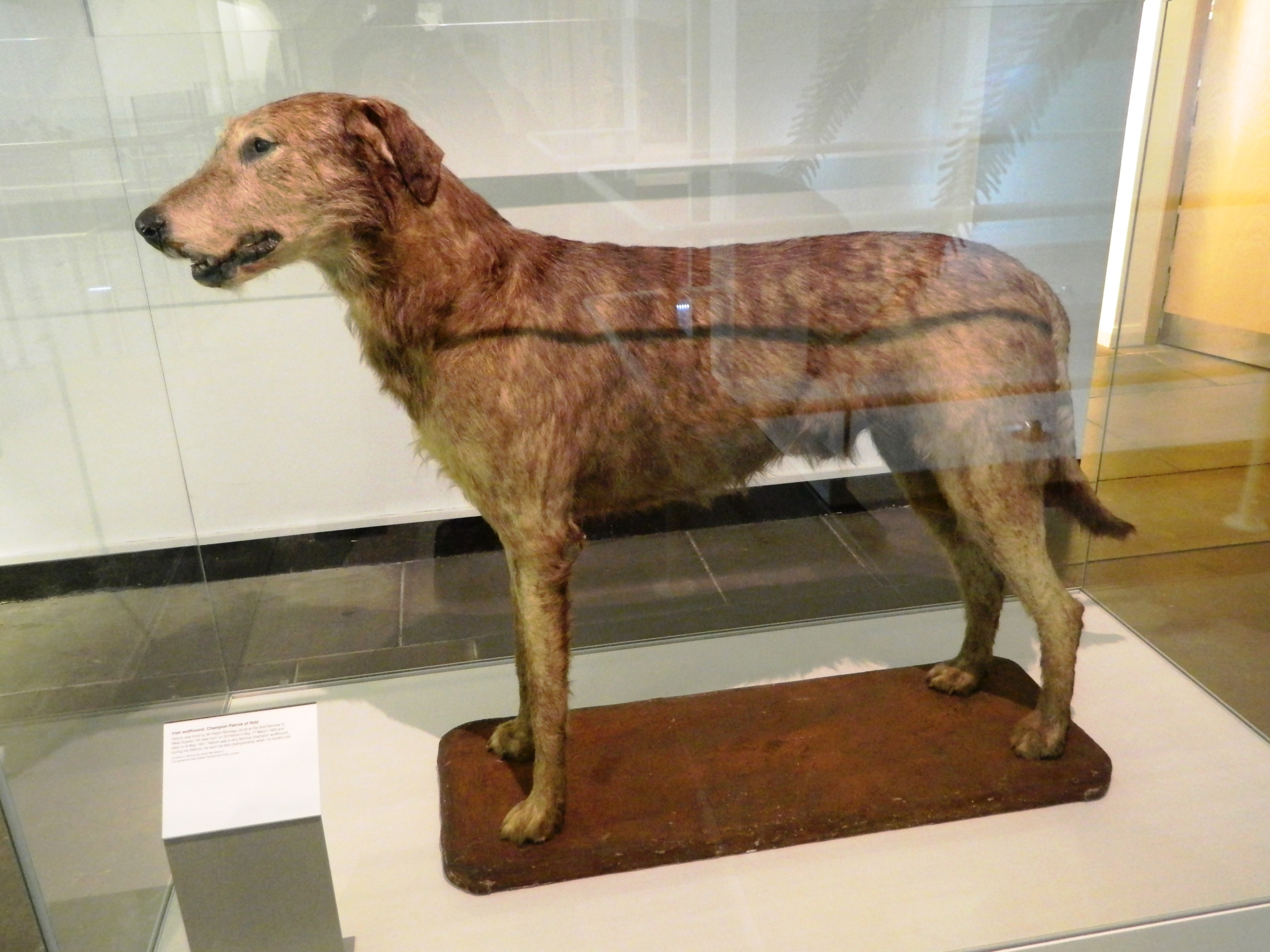
コウテイペンギン。キャプテン・クロジエ（Captain Crozier バンブリッジ）、ホロタイプ
- アイリッシュ・ウルフハウンド。チャンピオン・パトリック（イフォールド）[19]。
- 小型象（Dwarf elephant）の骨格。シチリア島。
- タカブティ（Takabuti）のミイラ（エジプト）。
- チェマトペレト（Tjesmutperet）のミイラケース。
- シロハラチュウシャクシギ
- 各種のトリバネチョウ（Ornithoptera rothschildi、Ornithoptera alexandrae 他）。
- シャコガイ。フランシス・ウォーカー、ベルファスト自然史学会（Belfast Natural History Society）を介して受贈。
- ヒゲワシの剥製。ジェームズ・シールズ（James Sheals）。
- ヒガシアメリカオウギハクジラ（Mesoplodon europaeus）
- タカアシガニ
- ボナパルトカモメ。ウィリアム・トンプソン（William Thompson）、ヨーロッパ初の標本。
- ダイオウイカ。モデル標本。
- フクロオオカミ
- シーラカンス
- ハクトウワシ（幼体）。ヨーロッパ初の記録で収集地はファーマナ県ギャリソン（英語版）近郊（1973年1月11日）。
- リョコウバト
- ギガンテスオオヘラジカ
- キバシカッコウ（英語版）（アイルランドの標本）
- ウミノサカエイモ

- 鯨ひげ
- アイリッシュ・ウルフハウンド

#### 野生生物画
動物学部門には野生生物画のコレクションもあり、ピーター・スコット、ジョセフ・ウルフ、エリック・イーニオン、ジョン・ゲラード・キュールマンス、ロジャー・トリー・ピーターソン、チャールズ・タニクリフ、ロバート・ギルモア、アーチボルド・ソーバーンが含まれる。保有するジョン・カーティスの1742年の著作は通称『英国昆虫学』と呼ばれ、イギリスとアイルランドで見つかった昆虫の属を図入りで解説してある。カーティスとニコロ・グアルティエリによる本書の正式な題名は『Index Testarum Conchyliorum, quae adservantur in Museo Nicolai Gualtieri』（仮題：テスタラム・コンキリオラムの索引、ニコライ・グアルティエリによる昆虫学の古典的な著作）という。

### 植物学

#### 植物標本館（BEL）
当館の植物標本（BEL）の基盤となる標本類は主に4つの起源があり、ベルファスト自然史協会（1821年設立）、1863年設立のベルファスト自然史野外活動会（Belfast Naturalists'Field Club）、ベルファスト美術博物館（1905年設立）の旧蔵品に加えて1968年にクイーンズ大学植物学部の植物標本館（BFT）から買い取った蒐集品で構成され、総点数は10万点超。1830年以前のアイルランドの植物相に関する資料はほとんど収蔵しないものの北アイルランドの標本はよく網羅され、世界各地で収集した標本は寄贈や交換、購入によって得たもので、藻類  、地衣類、菌類、コケやシダ植物、針葉樹から被子植物まで、植物界のすべての類が揃う 。
当館最古の標本は藻類であり、1798年にジョン・テンプルトンが採取したBatrachospermum moniliforme （BEL：F41）のほか、標本番号BEL:F42-F47の資料は1815年にドニゴール県の「沼地」でやはりテンプルトンが採取し収蔵時に誤ってThorea ramoissimaと識別され、1841年にハーベイが初めて公表した。

#### 主な収集家
- S・A・ベネット（S.A.Bennett 1843年–1929年）
- コリー・デニュー・チェース（Corrie Denew Chase 1878年–1965年）[30] 維管束植物と藻類 – 植物標本約4,000 枚は1970年にメソジスト・カレッジ・ベルファスト（Methodist College Belfast）より移管[31]。
- ジョン・コックス（John Cocs 1787年–1861年）藻類
- トマス・ヒュージ・コレル（Thomas Huge Correl 1859年–1883年）維管束植物[28]。
- A・フェントン（A.F-G. Fenton）地衣類
- M・フォスリー（M.Foslie） 藻類
- ポール・ハックニー（Paul Hackney 1945年 –）維管束植物と蘚類
- ウィリアム・ヘンリー・ハーベイ（1811年–1866年）藻類[32] [26]。
- ジョージ・クロフォード・ハイドマン（George Grawford Hyndman 1796年–1867年）藻類
- フレドリック・ヒュー・W・カー（Frederick Hugh Woodhams Kerr 1885年–1958年）維管束植物[28]
- メアリー・パトリリア・ハッパー・カートランド（Mary Patriria Happer Kertland 1901年–1991年）維管束植物[28]
- ウィリアム・マッカーラ（William McCalla 1814年頃–1849年）藻類
- オズボーン・モートン（Osborne Morton 1945年–）地衣類と藻類
- ロバート・ロイド・プレーガー（Robert Lloyd Praeger 1865年–1953年）維管束植物[28]
- アーサー・ウィルソン・ステルフォックス（英語版）（1883年-1972年）維管束植物、変形菌の採取者は妻マーガリータ・ドーソン・ステルフォックス（英語版）と仲間のマーガレット・ウィリアムソン・レア（英語版）[27]。
- サミュエル・アレクサンダー・スチュワート（Samuel Alexander Stewart 1826年–1910年）維管束植物
- ジョン・テンプルトン（英語版）John Templeton （1766年–1825年）藻類
- ウィリアム・トンプソン（William Thompson 1805年–1852年）藻類
- シラヴァナス・ウェア（Sylvanus Wear 1858年–1920年）維管束植物[28]と藻類[33]
- コスレット・ハーバート・ワデル（Coslett Herbert Waddell 1858年–1919年）維管束植物[28]、コケ植物、藻類

### 美術部門
収蔵する主な作家は次のとおり。
- ジャン・デュビュッフェ
- モーリスルイス
- アンソニー・カロ
- カレル・アペル
- フランシス・ベーコン
- ヨーゼフ・ボイス
- エドゥアルド・パオロッツィ
- ジャン・ロベール・イプステギィ（英語版）[34]
- マージョリー・ブロック（英語版）

### ファッションと染織品
アルスター博物館の服飾・テキスタイルの収蔵品は18世紀以降のファッショナブルなドレスの歴史だけでなく、現代の国際的なデザイナーやハイストリート・ファッションの反映を目的とする。衣服、アクセサリー、過去から現代のジュエリーを含む約5000の装身具と、アーマン・マルセイユの作品を含む人形やおもちゃのコレクションで構成される。
美術館の方針は衣料品やアクセサリーを応用美術として収集することにあり、デザインの質の高さおよび／またはファッション史における重要な変化を代表する作品の取得に重点を置く。服飾部門の蒐集品には18世紀のスピタルフィールズのシルクガウン、20世紀初頭のパリのオートクチュール、そして現代の国際的なファッションが含まれる。デザイナーを見るとシャネル、ディオール、アレキサンダーマックイーン、ジョンガリアーノ、ヴィヴィアンウエストウッド、 JW ANDERSONが代表的である。
テキスタイル部門の収蔵資料にはマーサ・レノックス作「レノックス・キルト」（1712年）など重要な女性が手がけたアイルランド刺繡の作品や、18世紀の書簡家兼アーティストとして名前を残したメアリー・デラニー夫人によるベッドカバーがある。アントリム伯爵の寝室家具は同名の伯爵の娘ヘレナ・マクドネル夫人（1705−1783年）の監督下で作られたベッドと周辺の家具一式がそっくり伝わり、1982年に当館が購入した。タペストリーにはジョシュア・モリス Joshua Morris 作「アラベスク」Arabesque、ルイ・ル・ブロケイ Louis leBrocquy 作「アダムとイブ」Adam and Eve（20世紀半ば） が含まれる。フランスの芸術家アンリ・マティスによるマティス・テキスタイル・コレクションには「オセアニー・ルシエル」と「オセアニー・ラメール」と題された2つの大きなリネンの壁掛けがある。

#### マローン館の火災
北アイルランドの内戦中、1976年11月にベルファストでマローン邸爆撃事件が発生し、同所に保管してあった当館の衣裳と染織品はほぼすべて破壊された。
マローン館はカントリーの公園に立つ大邸宅で、当時は北アイルランドのナショナルトラストが本部事務所に使用していた。
背景の事情として衣裳ほかの染織品資料に不適切なアルスター博物館の保管庫からマローン館への移管が進み、事件の年の秋には作業をほぼ終えていた。博物館は同所の最上階を改装して衣装と織物を保管し、また織物保存工房を置いた。
1976年11月11日、マローン館に侵入した武装勢力は1階と2階に爆弾を1個ずつ仕掛けると館内にいた人々に5分後に爆破すると通告。全員、無事に避難し、1階の一部の部屋は比較的無傷だったが2階で出火、上階に置かれた衣装と染織品は焼失した。
かつて当館の染織品の収集はヴィクトリア&アルバート博物館およびアムステルダム国立美術館に次ぐ世界有数といわれたように、ことに麻のダマスク織の資料類ほかアイルランドとヨーロッパ大陸の麻製品を網羅していた。
焼失した衣裳類
最古の資料には1600年頃の保存状態の良い婦人用ジャケットがあり、多色染めの絹地に銀糸刺繍を施してあった。また豊富に揃った18世紀の衣服類のほとんどはスピタルフィールズの絹を使ったローブなど地元で縫われ、なかには製造地の特定できる「サムホームズ–ダウン州」のスタンプが裏地におされた麻製ペチコート（1745年頃）などもあった。婦人服の資料は18世紀末から1970年代までほぼすべての年の見本を集めてあった。紳士服の収集範囲にはギャップがあり、18世紀に集中した。また衣装や染織品全体を見るとレース類の収集期間が長く包括的に製品を集めた結果、生産地こそアイルランドに偏ったものの適切に体系的に収集されていた。
被災を免れた資料
現存する数少ない資料のうちタペストリー類は火災当時、当館からマローン館への移管が終わっていなかった。ポール・サンダースによる「メッカへの巡礼」、17世紀フランドル製の新緑色のタペストリー、ジョシュア・モリス作とされるアラベスク模様の品ほかが焼失を免れた。
当館の大規模な現代の宝飾品類は蒐集家で宝飾史研究者のアン・ハル＝グランディの寄贈品を中心に、細かい刺繍のあるレノックス・キルト（マーサ・レノックス Martha Lennox の署名と1712年の日付入り）、また展示中だったため難を逃れたのは1950年代と1960年代のカクテルドレスと夜会服合計4点である。

### 服飾品の収集の再構築
爆撃事件直後、当館のミッションは失われた収集品をできるだけ早く再構築することと公表された。ほぼゼロからの再開であり、完全な復元ではなく収集方針の再検討を迫られた。そこで主な基準はファッションと染織品を応用美術品として扱い、「製品が作られた当時の流行と文化的興味、願望を反映したもの」を対象にすると決められた。
コレクションの再構築には公的助成を受け、博物館資料の損失に充当する政府の補償制度によって1970年代後半から1980年代、1990年代を通じて当館は資料を定期的に購入していく。クリスティーズとサザビーズのオークションで昔の服飾とオートクチュールを買い付けるとき、アメリカとヨーロッパ大陸の業者と同等の条件で入札を競うことができたのも政府助成金のおかげであり、コレクションに特に適すると判断したオークション品の購入をためらうことなく進め得たのはおそらくイギリス国内の公立施設では唯一の例である。注目すべき収集品として1751年にアイルランド議会議事堂の「黒杖」（官吏）が着用したスーツはカットベルベットに金属糸の装飾入りである。18世紀半ばのスピタルフィールズ製絹織物の非常に素晴らしい女性の衣装もある。
また現代のファッションの最も特徴的な要素として20世紀のオートクチュールをとらえ、ポール・ポワレ、ココ・シャネル、クリスチャン・ディオールからアレキサンダー・マックイーン、ジョン・ガリアーノ、ヴィヴィアン・ウエストウッドまで、多くの重要なデザイナーの作品が加わる。

#### 現代ファッション
当館収蔵品は20世紀後半から21世紀のファッションを包括的にみわたすよう構成している。1984年から毎年、世界のデザイナーの衣装とハイ・ストリートの衣装の両方を収蔵品に加える方針にしたがって集めて来たなかには、最近の新蔵資料としてディオール社のマリア・グラツィア・キウリによるTシャツ「We should All Be Feminists」、ジョナサン・アンダーソン、カルバン・クラインのラフ・シモンズの作品を購入した。
20世紀の最も重要なパリのデザイナーと、第二次世界大戦以降のイギリスおよびアイルランドのデザイナーによる非常に多くの作品、Wallis（英語）やEtam（英語）など高級ブランドも収蔵する。実物の資料を補完するため、雑誌や現代の写真資料も体系的に収集保管する。

### 過去の美術展
- イタリア彫刻展 1964年
- アンリ・ローランス展 Henri Laurens（英語）1971年7月16日–8月30日
- 生地とフォルム：1950年代から1996年のアイルランドのファッション
- ファッションとフェミニズム　2018年6月–2019年6月

### 民族学の収集品
- チョーラ美術[37]
- チョーラ朝の青銅像
- 侍の甲冑
- ソロモン諸島の戦闘用カヌー（とその他のボート）[38]

## 展示除外をめぐる請願運動
2013年、当館で開催した第132回王立アルスター・アカデミー（Royal Ulster Academy）展では博物館とアカデミーが話し合い、ポール・ウォールズ作「キス」を展示から除外した。女性2人がキスをしているという主題は学校の見学に不適切と判断されたことに抗議し、展示するよう Change.org で呼びかけ請願書が作成された。

## 最寄りの鉄道駅
北アイルランド鉄道のボタニック駅（Botanic）が最寄り駅である。普通列車が停車しベルファスト・グレート・ヴィクトリア・ストリート駅、シティ・ホスピタル駅、ベルファスト中央駅と連絡する。

## 関連資料
発行年順。本文典拠以外の資料。
- Praeger, R.L. 1949. Some Irish Naturalist.
- Nesbitt, N. 1979. A Museum in Belfast. Ulster Museum.
- Deane, C. Douglas. 1983. "The Old Museum." The Ulster Countryside. Century Books, The Universities Press (Belfast) Ltd. ISBN 0-903152-17-7.
- Bourke, M. 2011. The Story of Irish Museums 1790 – 2000. Cork University Press. ISBN 1-85918-475-8.
- Kertland, M.P.H. 1967. "The specimens of Templeton's in the Queen's University Herbarium." Ir. Nat J. 15:318–322.
- Kertland, M.P.H. 1966. "Bi-centenary of the birthday of John Templeton." Ir. Nat. J. 15: 229–323.
- Morton, O. 1994. Marine Algae of Northern Ireland. Ulster Museum, Belfast. ISBN 0-900761-28-8.
- McCrum, Elizabeth. 1996. Fabric and Form: Irish Fashion Since 1950.
- Weatherall, Norman (text) and Evans, David (paintings) 2002 South Belfast terrace and Villa.  Cottage Publications ISBN 1900935287.